# 玛丽塔·桑迪希
玛丽塔·桑迪希（德語：Marita Sandig，1958年4月4日—），德国女子赛艇运动员。她曾代表东德参加1980年夏季奥林匹克运动会赛艇比赛，获得女子八人单桨有舵手金牌。